# 六英里鎮區 (阿肯色州洛根縣)
六英里鎮區（英語：Six Mile Township）是位於美國阿肯色州洛根縣的一個行政鎮區。

## 地方資料
六英里鎮區的面積為64.98平方千米，當中陸地面積為64.26平方千米，而水域面積為0.72平方千米。根據2010年美國人口普查的數據，當地共有人口1042人，而人口密度為每平方千米16.04人。